# Округ Купер (Мисури)
Округ Купер (енгл. Cooper County) је округ у америчкој савезној држави Мисури.

## Демографија
По попису из 2010. године број становника је 17.601, што је 931 (5,6%) становника више него 2000. године.
| Група             | 2000.          | 2010.          |
| Белци             | 14.762 (88,6%) | 15.754 (89,5%) |
| Афроамериканци    | 1.493 (9,0%)   | 1.207 (6,9%)   |
| Азијати           | 39 (0,2%)      | 78 (0,4%)      |
| Хиспаноамериканци | 143 (0,9%)     | 232 (1,3%)     |
| Укупно            | 16.670         | 17.601         |